# Víctor Varona
Víctor Varona (Ciudad de México, 7 de enero de 1997), es un actor de televisión y modelo mexicano de origen cubano.
Es conocido por haber protagonizado Like, la leyenda en 2018 con el personaje de Silverio Gil, además participó en la serie web Dani Who? en 2019 y en 2021 viaja a Argentina para protagonizar otra serie titulada Cielo Grande donde interpretó a Tony.

## Filmografía
| Año       | Título                 | Personaje      | Notas                                              |
| --------- | ---------------------- | -------------- | -------------------------------------------------- |
| 2018      | Like                   | Silverio Gil   | Nominado—Premios TVyNovelas al mejor actor juvenil |
| 2019      | Dani Who?              | Emerson        |                                                    |
| 2020      | Esta historia me suena | Nacho          |                                                    |
| 2021-2022 | Cielo Grande           | Antonio 'Tony' |                                                    |
| 2022      | Sugar Baby             | Víctor         |                                                    |
| 2023      | Luna negra             | Ramiro         |                                                    |
| 2023      | Culpa mía              | Lion           |                                                    |
| 2024      | Culpa tuya             | Lion           |                                                    |

| Año  | Título                                      |
| ---- | ------------------------------------------- |
| 2018 | «Este movimiento» (junto al elenco de Like) |
| 2018 | «Una y otra vez» (junto al elenco de Like)  |